# سباي إكس فاميلي
سباي إكس فاميلي (باليابانية: スパイファミリー، بالروماجي: supaifamiri) (بالإنجليزية: Spy × Family) هي سلسلة مانغا يابانية من تأليف ورسم تاتسويا إيندو، نشرت من قبل شوئيشا على تطبيق شونن جامب+، منذ 25 مارس عام 2019. وقد حازت على جائزة كودانشا مانغا الـ44 وجائزة تيزوكا أوسامو الثقافية الـ24، أقتبست المانغا إلى مسلسل أنمي تلفزيوني من انتاج ويت استديو واستوديو كلوفر وركس، وبث الموسم الأول على تلفزيون طوكيو في 25 حلقة مقسمة إلى جزأين. الجزء الأول مكون من 12 حلقة، تم بثه في الفترة من 9 أبريل إلى 25 يونيو 2022، والجزء الثاني 13 حلقة، بث في الفترة من 1 أكتوبر إلى 24 ديسمبر 2022. الموسم الأول من إخراج كازوهيرو فوروهاشي. وعرض الموسم الثاني المكون من 12 حلقة في الفترة من 7 أكتوبر إلى 23 ديسمبر 2023. الموسم الثاني من إخراج ماساكي يواسا.

## القصة
كل شخص لديه جزء من شخصيته لا يمكنه إظهاره لأي شخص آخر. في الوقت الذي كانت فيه جميع دول العالم منخرطة في حرب معلومات شرسة، كانت دولة أوستانيا ووستاليس في حالة حرب باردة ضد بعضهما البعض منذ عقود. تقوم ويستاليس بإرسال جاسوسها الأكثر موهبة، العميل «الشفق»، في مهمة سرية للغاية للتحقيق في تحركات شخص يدعو «دونوفان ديزموند»، رئيس حزب الوحدة الوطنية في أوستانيا، الذي يهدد جهود السلام بين الشعبين. لتنفيذ هذه المهمة يجب على هذا الجاسوس تكوين عائلة من أجل تنفيذ هذه المهمة.

## الشخصيات

### عائلة فولجر
- لويد فولجر / الشفق  (باليابانية: ロイド・フォージャー، بالروماجي: Roido Fōjā)

أداء صوتي: تاكويا إغوتشي
- أنيا فولجر (باليابانية: アーニャ・フォージャー، بالروماجي: Ānya Fōjā)

أداء صوتي: أتسومي تانيزاكي
- يور فولجر / أميرة الاشواك (باليابانية: ヨル・フォージャー، بالروماجي: Yoru Fōjā)

أداء صوتي: ساوري هايامي
- براير (باليابانية: ブライア، بالروماجي: Buraia)

أداء صوتي: ساوري هايامي
- بوند فولجر (باليابانية: ボンド・フォージャー، بالروماجي: Bondo Fōjā)

أداء صوتي: كينيتشيرو ماتسودا

### أكاديمية إيدين

#### الطلاب
- داميان ديزموند (باليابانية: ダミアン・デズモンド، بالروماجي: Damian Dezumondo)

أداء صوتي: ناتسومي فوجيوارا
- بيكي بلاكبيل (باليابانية: ベッキー・ブラックベル، بالروماجي: Bekkī Burakkuberu)

أداء صوتي: إميري كاتو
- إيميل إيلمان (باليابانية: エミール・エルマン، بالروماجي: Emīru Eruman)

أداء صوتي: هانا ساتو
- أوين إيغيبورغ (باليابانية: ユーイン・エッジバーグ، بالروماجي: Yūin Ejjibāgu)

أداء صوتي: هاروكا أوكامورا
- جورج غلومان (باليابانية: ジョージ・グルーマン، بالروماجي: Jōji Gurūman)

أداء صوتي: شون هوريي
- بيل واتكينز (باليابانية: ビル・ワトキンス، بالروماجي: Biru Watokinsu)

أداء صوتي: هيروكي ياسوموتو

#### الموظفون
- هنري هندرسون (باليابانية: ヘンリー・ヘンダーソン، بالروماجي: Henrī Hendāson)

أداء صوتي: كازوهيرو ياماجي
- مردوك سوان (باليابانية: マードック・スワン، بالروماجي: Mādokku Suwan)

أداء صوتي: جين
- والتر إيفانز (باليابانية: ウォルター・エバンス، بالروماجي: Worutā Ebansu)

أداء صوتي: هيروشي ياناكا
- بنديكت إيفان غودفيلو (باليابانية: ベネディクト・アイヴァン・グッドフェラー، بالروماجي: Benedikuto Aivan Guddoferā)

أداء صوتي: يوهي تادانو
- غرين (باليابانية: グリーン، بالروماجي: Gurīn)
- أداء صوتي: هيروشي شيرروكوما [الإنجليزية]

- توماس أوستن (باليابانية: トーマス・オースティン، بالروماجي: Tōmasu Ōsutin)

أداء صوتي: هيروكي قوتو

### شخصيات ثانوية
- فرانكي فرانكلين (باليابانية: フランキー・フランクリン، بالروماجي: Furankī Furankurin)

أداء صوتي: هيرويوكي يوشينو
- كاميلا (باليابانية: カミラ، بالروماجي: Kamira)

أداء صوتي: أوميكا شوجي [الإنجليزية]
- ميلي (باليابانية: ミリー، بالروماجي: Mirī)

أداء صوتي: ماناكا إيوامي
- شارون (باليابانية: シャロン، بالروماجي: Sharon)

أداء صوتي: ميري كوماغاي
- دومينيك (باليابانية: ドミニック، بالروماجي: Dominikku)

أداء صوتي: شوهي كاجيكاوا
- مارثا ماريوت (باليابانية: マーサ・マリオット، بالروماجي: Māsa Mariotto)

أداء صوتي: شوكو تسودا [الإنجليزية]

### شخصيات أخرى
- بوندمان (باليابانية: ボンドマーン، بالروماجي: Bondomān)

أداء صوتي: تايسوكي ناكانو
كيث كيبلر (باليابانية: キース・ケプラー، بالروماجي: Kīsu Kepurā)
أداء صوتي: هيروكي تاكاهاشي
- ديبريك (باليابانية: 東雲، بالروماجي: Shinonome)

أداء صوتي: يويتشي ناكامورا
- أولكا جريتشر (باليابانية: オルカ・グレッチャー، بالروماجي: Oruka Gurecchā)

أداء صوتي: أيا إندو
- سنوب (باليابانية: 聞き耳くん، بالروماجي: Kikimimi-kun)

أداء صوتي: كازويوكي أوكيتسو
- زعيم السفنة

أداء صوتي: كوسكي توريومي

### الحكماء
سيلفيا شيروود (باليابانية: シルヴィア・シャーウッド، بالروماجي: Shiruvuia Shāuddo)
أداء صوتي: يوكو كايدا
 فيونا فروست / نايتفل (باليابانية: フィオナ・フロスト، بالروماجي: Fiona Furosuto)
أداء صوتي: أياني ساكورا
مساعد وايز
أداء صوتي: هيروكي قوتو
'وايز روكي
أداء صوتي: كينتو شيرايشي
مدير وايز
أداء صوتي: أكيو أوتسوكا
يوري براير (باليابانية: ユーリ・ブライア، بالروماجي: Yūri Buraia)
أداء صوتي: كينشو أونو، ميري كوماغاي (أيام الطفولة)
إس إس إس ليوتنيت
أداء صوتي: ياسويوكي كاسي
مدير إس إس إس
أداء صوتي: جيرو سايتو [الإنجليزية]
صاحب متجر (باليابانية: 店長، بالروماجي: Tenchō)
أداء صوتي: جونيتشي سوابي
ماثيو ميكماهون (باليابانية: マシュー・マクマホン، بالروماجي: Mashū Makumahon)
أداء صوتي: كينيو هوريوتشي
دونوفان ديسموند (باليابانية: ドノバン・デズモンド، بالروماجي: Donoban Dezumondo)
أداء صوتي: تاكايا هاشي
ديمتريز ديسموند (باليابانية: ディミトリアス・デズモンド، بالروماجي: Dimitoriasu Dezumondo)
أداء صوتي: آوي إيشيكاوا [الإنجليزية]

## الجوائز والترشيحات
| قائمة الجوائز والترشيحات | قائمة الجوائز والترشيحات           | قائمة الجوائز والترشيحات                | قائمة الجوائز والترشيحات | قائمة الجوائز والترشيحات | قائمة الجوائز والترشيحات |
| السنة                    | الجائزة                            | الفئة                                   | المستلم                  | النتيجة                  | م.                       |
| ------------------------ | ---------------------------------- | --------------------------------------- | ------------------------ | ------------------------ | ------------------------ |
| 2019                     | جائزة المانغا القادمة              | أفضل مانغا رقمية                        | سباي إكس فاميلي          | فوز                      |                          |
| 2020                     | جائزة كودانشا للمانغا              | أفضل مانغا شونن                         | سباي إكس فاميلي          | رُشِّح                      |                          |
| 2020                     | جائزة أوسامو تيزوكا الثقافية       | الجائزة الكبرى                          | سباي إكس فاميلي          | رُشِّح                      |                          |
| 2021                     | جائزة إيسنر                        | أفضل نسخة امريكية لعمل عالمي-اسيا       | سباي إكس فاميلي          | رُشِّح                      |                          |
| 2021                     | جائزة هارفي                        | أفضل مانغا                              | سباي إكس فاميلي          | رُشِّح                      |                          |
| 2021                     | مهرجان أنغولم الدولي للقصص المصورة | اختيار الشباب                           | سباي إكس فاميلي          | رُشِّح                      |                          |
| 2024                     | جوائز كرانشي رول للأنمي            | أفضل سلسلة مستمرة                       | سباي إكس فاميلي          | رُشِّح                      | [ 21 ]                   |
| 2024                     | جوائز كرانشي رول للأنمي            | أفضل أنمي كوميدي                        | سباي إكس فاميلي          | فوز                      | [ 21 ]                   |
| 2024                     | جوائز كرانشي رول للأنمي            | أفضل ”شخصية يجب حمايتها مهما كلف الأمر“ | آنيا فوجر                | فوز                      | [ 21 ]                   |
| 2024                     | جوائز كرانشي رول للأنمي            | أفضل أداء صوتي - اليابانية              | أتسومي تانيزاكي          | رُشِّح                      | [ 21 ]                   |
| 2024                     | جوائز كرانشي رول للأنمي            | أفضل أداء صوتي - العربية                | هبة صنوبر                | رُشِّح                      | [ 21 ]                   |
| 2025                     | جوائز كرانشي رول للأنمي            | أفضل سلسلة أنمي مستمرة                  | سباي إكس فاميلي          | رُشِّح                      | [ 22 ]                   |
| 2025                     | جوائز كرانشي رول للأنمي            | أفضل انمي كوميدي                        | سباي إكس فاميلي          | رُشِّح                      | [ 22 ]                   |
| 2025                     | جوائز كرانشي رول للأنمي            | أفضل "شخصية يجب حمايتها مهما كلف الأمر" | آنيا فورجر               | فوز                      | [ 22 ]                   |
| 2025                     | جوائز كرانشي رول للأنمي            | أفضل أداء صوتي - العربية                | هبة صنوبر                | فوز                      | [ 22 ]                   |
| 2025                     | جوائز كرانشي رول للأنمي            | أفضل أداء صوتي - العربية                | باسل الرفاعي             | رُشِّح                      | [ 22 ]                   |

## الشعبية

### المبيعات
تخطى عدد طبعات سلسلة المانغا 25 مليون نسخة ورقية وإلكترونية بحسب ما أفاد به محرر شونين جمب شيهي لين ويتضمن هذا جميع المجلدات المطروحة بما في ذلك المجلد التاسع الأحدث.

## أنظر أيضاً
- قائمة حلقات سباي إكس فاميلي

## وصلات خارجية
- سباي إكس فاميلي على موقع شونن جامب+
- سباي إكس فاميلي على موقع Manga Plus
- سباي إكس فاميلي على موقع ANN manga (الإنجليزية)